# Joel Senior
Joel Senior (Kingston, 7 dicembre 1987) è un ex calciatore giamaicano, di ruolo centrocampista.

## Carriera

### Club
Tra il 2011 ed il 2017 ha giocato nella prima divisione giamaicana con la maglia dell'Harbour View; tra il 2017 ed il 2019 si è trasferito in Inghilterra, nella cui sesta divisione ha giocato per due stagioni.

### Nazionale
Ha partecipato al Campionato nordamericano di calcio Under-20 2007.
Nel 2012 ha messo a segno 2 reti in 5 presenze con la nazionale maggiore giamaicana.

## Palmarès

### Club

#### Competizioni nazionali
- Campionato giamaicano: 1

Harbour VIew: 2012-2013